# Mietków

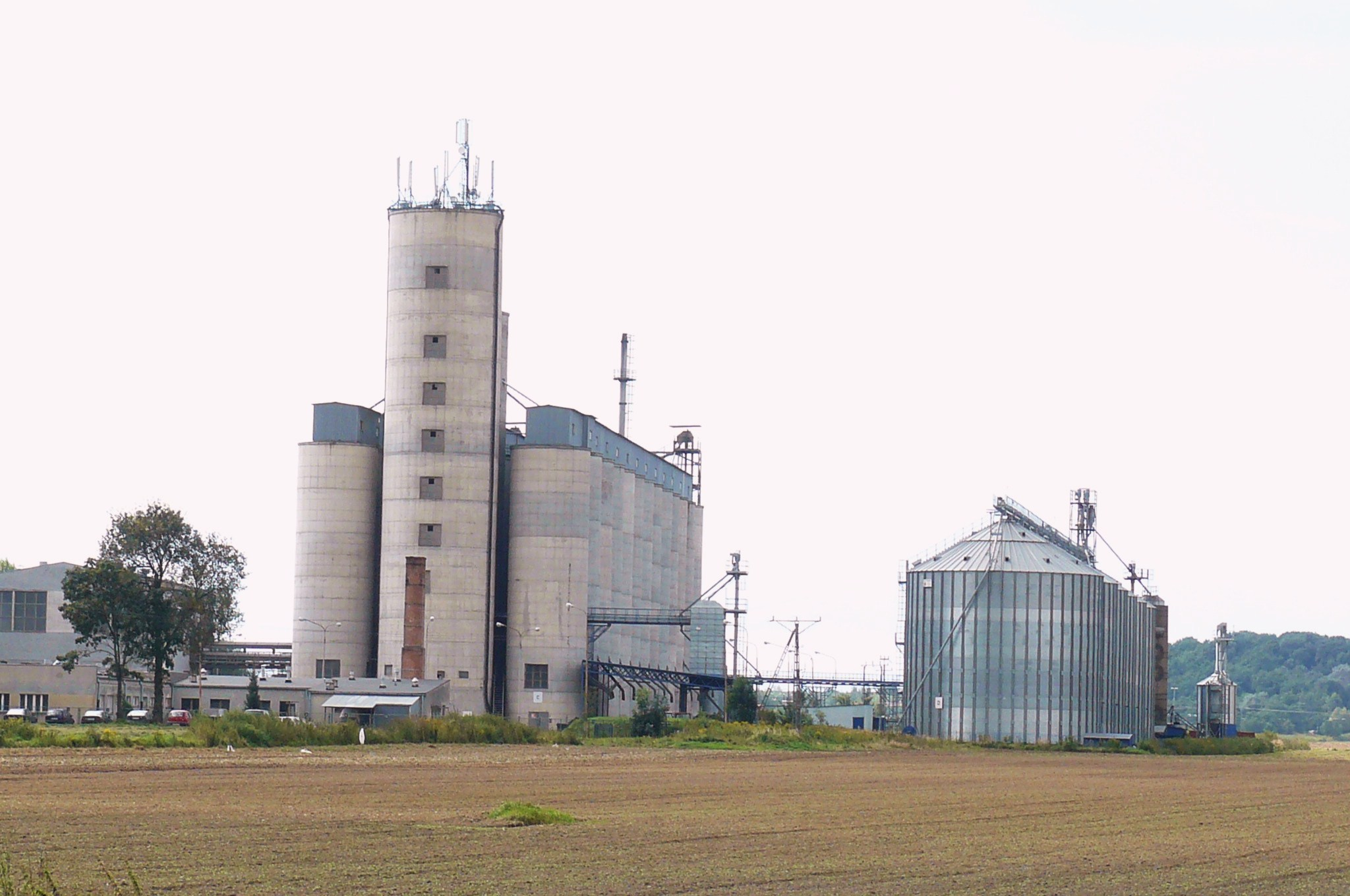
Elewator zbożowy w Mietkowie

Mietków (niem. Mettkau) – wieś w Polsce położona w województwie dolnośląskim, w powiecie wrocławskim, w gminie Mietków, nad rzeką Bystrzycą.

## Podział administracyjny
W latach 1954–1972 wieś należała i była siedzibą władz gromady Mietków. W latach 1975–1998 miejscowość administracyjnie należała do województwa wrocławskiego. Miejscowość jest siedzibą gminy Mietków.

## Opis
Znajduje się w niej ośrodek zdrowia, Szkoła Podstawowa im. Ojca Świętego Jana Pawła II i Gimnazjum. Na terenie gminy wydobywa się piasek w trzech kopalniach.
W miejscowości znajduje się przystanek kolejowy Mietków.

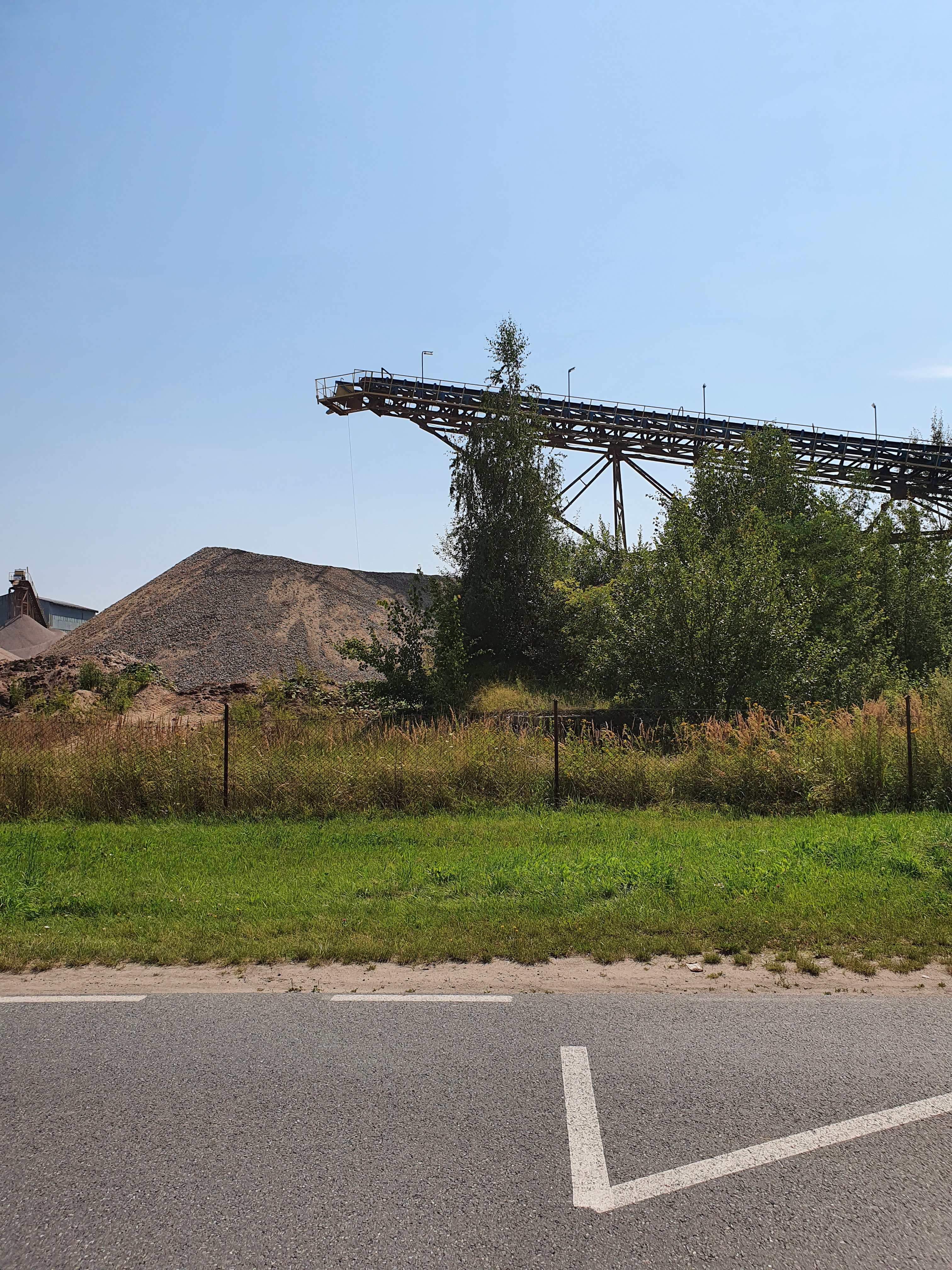
Hałda w Mietkowie

Według Narodowego Spisu Powszechnego z 2011 r. Mietków liczył 410 mieszkańców. Jest czwartą co do wielkości miejscowością gminy Mietków.

## Nazwa
Nazwa miejscowości notowana była w formach Mechow (ok. 1300), Mettichaw (1326), Metkow (1353), Mettichen (1600), Mettig (1650-51), Mettkau (1666-67), Metckau (1743), Mettkau (1795), Mettkau (1845), Mettkau, Motyków (1941), Mettkau - Mietków, -owa, mietkowski (1947). Być może pierwotną nazwą był Miechów, zaś Mietków jest formą wtórną. Wywodzi się ona od nazwy osobowej Mietek (forma skrócona od Mieczysław, Miecisław, Miecsław) z sufiksem dzierżawczym -ów. Nazwa została zniemczona jako Mettkau, a po 1945 roku odtworzona w formie Mietków.

## Zabytki
Do wojewódzkiego rejestru zabytków wpisany jest:
- dwór obronny, w ruinie, zabytkowy z XV–XVI w., XIX w.